# Oskar Hackman
Walter Oskar Hackman (* 27. Juli 1868 in Wyborg; † 2. August 1922 in Helsinki) war ein finnlandschwedischer Folklorist.

## Leben
Walter Oskar Hackman wurde als dritter Sohn von Woldemar Hackman (1831–1871) und Emilie Hackman (1841–1922), Schwester des Dichters und Folkloristen Julius Krohn, am 27. Juli 1868 in Wyborg geboren. Auf Grund seiner deutschen Wurzeln – die Familie Hackman stammte aus Bremen, von wo aus sein Urgroßvater Johan Friedrich Hackman der Ältere (1755–1807) im Jahre 1777 nach Wyborg auswanderte – erhielt er seine Schulausbildung in Leipzig. 1887 immatrikulierte er sich an der Universität Helsinki, studierte dort bei Kaarle Krohn und promovierte 1904 über Die Polyphemsage in der Volksüberlieferung.
Zusammen mit Kaarle Krohn unterstützte Hackman Antti Aarne bei der Erstellung eines Typenkatalogs der europäischen Märchen; so übernahm Hackman selbst die Nummern 1000 bis 1199 vom dummen Teufel. Sein Hauptinteresse bildeten aber die finnlandschwedischen Märchen: 1911 veröffentlichte er seinen Katalog der Märchen der finnländischen Schweden und 1917 und 1920 jeweils einen Band Finlands svenska folkdiktning, in denen er eine Übersicht über die bis dahin bei den Finnlandschweden aufgezeichneten Märchenvarianten gibt, die er in 404 Erzähltypen, mit einigen Abweichungen von Aarnes System, ordnet. Ein von Hackman begonnener Typenkatalog mythischer Sagen blieb unvollendet.
Oskar Hackman war von 1909 bis zu seinem Tode Mitarbeiter der Schwedischen Literaturgesellschaft und nach Axel Olriks Tod seit 1918 Mitredakteur der Folklore Fellows’ Communications.
Seine beiden älteren Brüder sind der Archäologe Alfred Leopold Frederik Hackman (1864–1942) und der Geologe Victor Axel Hackman (1866–1941).

## Werke
- Die Polyphemsage in der Volksüberlieferung, Helsinki 1904. (archive.org)
- Katalog der Märchen der finnländischen Schweden mit Zugrundelegung von Aarnes Verzeichnis der Märchentypen, FFC 6, Leipzig 1911
- Finlands svenska folkdiktning, 2 Bände, Helsinki 1917/20